# Acrylonitrin butadien styren

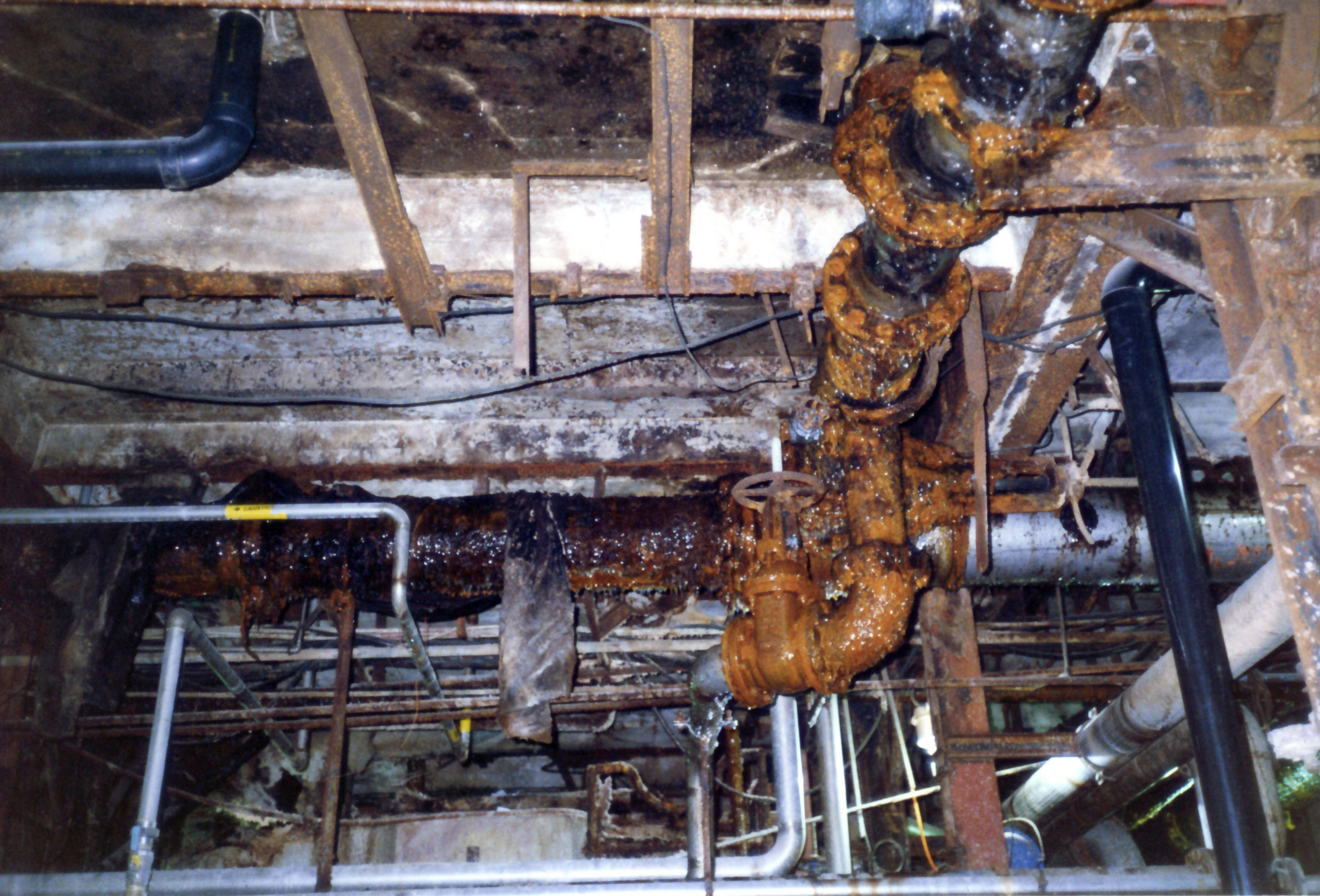
Những ống nhựa ABS đen được sử dụng trong một nền nhà ẩm của một nhà máy giấy ở Sault Ste. Marie, Ontario.

Acrylonitrin butadien styren (viết tắt và thường gọi là ABS) có công thức hóa học (C8H8· C4H6·C3H3N)n là một loại nhựa nhiệt dẻo thông dụng dùng để làm các sản phẩm nhẹ, cứng, dễ uốn như ống, dụng cụ âm nhạc (chủ yếu là đĩa nhạc và clarinet), đầu gậy đánh golf (vì khả năng chịu va đập tốt), các bộ phận tự động, vỏ bánh răng, lớp bảo vệ đầu hộp số, đồ chơi. Trong nghề hàn chì, ống ABS có màu đen (ống PVC màu trắng) và trong hệ thống ống chất dẻo chịu áp lực màu ống cũng tuân theo quy tắc đó. Hạt nhựa ABS có đường kính nhỏ hơn 1 micromét được dùng làm thuốc nhuộm màu trong một số loại mực xăm. Mực xăm có ABS rất sáng và sắc nét. Sự rõ nét là đặc tính nổi bật nhất của mực chứa ABS nhưng các loại mực xăm hiếm khi liệt kê các thành phần chứa trong đó.